# Rhodanthidium caturigense
Rhodanthidium caturigense is een vliesvleugelig insect uit de familie Megachilidae. De wetenschappelijke naam van de soort is voor het eerst geldig gepubliceerd in 1863 door Giraud.